# Joe Manchin
Joseph Anthony Manchin III, dit Joe Manchin, né le 24 août 1947 à Farmington (Virginie-Occidentale), est un homme politique et homme d'affaires américain.
Membre du Parti démocrate, Joe Manchin commence sa carrière politique au sein de la législature de la Virginie-Occidentale dans les années 1980. Après avoir tenté d'être élu gouverneur en 1996, sans succès, il est élu secrétaire d'État de Virginie-Occidentale en 2000. Quatre ans plus tard, il est aisément élu gouverneur de Virginie-Occidentale, poste auquel il est largement réélu en 2008.
Depuis 2010, il est élu au Sénat des États-Unis, où il est considéré comme l'un des élus démocrates les plus conservateurs du Congrès. Au Sénat, il siège notamment au sein de la commission sur l'énergie et les ressources naturelles, qu'il préside à partir de 2021.

## Biographie

### Jeunesse et vie privée
Joe Manchin naît et grandit à Farmington, une petite ville minière de Virginie-Occidentale. Sa famille y possède une épicierie et un magasin de tapis, où il travaille dans sa jeunesse.
Il est issu d'une famille italienne immigrée aux États-Unis. Son grand-père, Giuseppe Mancini, originaire de Calabre, est arrivé aux États-Unis en 1904 et américanise rapidement son nom de famille en Manchin. Son oncle A. James Manchin (en) est engagé en politique au sein du Parti démocrate, servant notamment au sein de la législature locale et comme secrétaire d'État de Virginie-Occidentale, des postes que Joe Manchin occupera lui aussi.
Grâce à une bourse sportive de football américain, Joe Manchin intègre l'université de Virginie-Occidentale. Il est quarterback des Mountaineers de la Virginie-Occidentale jusqu'à une blessure au genou. Il est diplômé d'un baccalauréat universitaire ès lettres en 1970.
Durant ses études, il s'accorde une pause d'un semestre pour aider sa famille à reconstruire le magasin familial après un incendie. Une fois diplômé, il rejoint l'entreprise et dirige un magasin. Il travaille ensuite pour une maison de courtage en charbon.
De religion catholique, il est marié à Gayle Conelly — qu'il rencontre à l'université — depuis 1967. Ils ont ensemble trois enfants : Heather, Joseph IV et Brooke.

### Carrière dans les affaires
Il bâtit une partie de sa fortune en tant que négociant en charbon à la tête d'Enersystem, une entreprise qu'il fonde en 1988.
Il cède la tête du groupe à son fils lors de son entrée en politique mais y détient toujours des actions d'une valeur estimée entre un million et cinq millions de dollars en 2021. En 2020, Joe Manchin a touché près de 418 000 euros de dividendes.
Au cours de sa carrière politique, il s'investit dans la défense des intérêts des industries du secteur des énergies fossiles. Il est le sénateur bénéficiant des plus grandes donations de campagne de la part de ces industries.

### Carrière politique locale (1982-2004)
Joe Manchin est élu à la Chambre des délégués de Virginie-Occidentale (en) en 1982 pour le 31e district. Il est réélu en 1984.
En 1986, il se présente au Sénat de l'État (en) lors d'une élection partielle qu'il remporte avec 65,9 % des voix. Il est réélu dans le 14e district en 1988 et dans le 13e district en 1992, à deux reprises sans opposition.
En 1996, Joe Manchin est candidat au poste de gouverneur de Virginie-Occidentale. Lors de la primaire démocrate, il se présente comme le candidat conservateur face à Charlotte Pritt, une enseignante soutenue par de nombreux syndicats. Il se prononce contre l’avortement et en faveur de la peine de mort et des camps de redressement pour délinquants mineurs. Rassemblant environ 32,5 % des voix, il est distancé de sept points par Charlotte Pritt. Lors de l'élection générale, il appelle à voter en faveur du candidat républicain Cecil Underwood (en), qui est élu gouverneur.
En 2000, il est élu secrétaire d'État de Virginie-Occidentale. Il remporte la primaire démocrate de mai avec 51,1 % des suffrages, puis l'élection de novembre avec 89,4 % des voix.

### Gouverneur de Virginie-Occidentale (2005-2010)

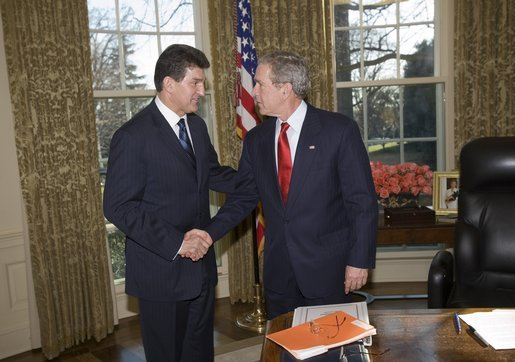
Joe Manchin et George W. Bush à la Maison-Blanche en 2006.

Dès 2001, Joe Manchin effectue des démarches en vue de l'élection de 2004 au poste de gouverneur de Virginie-Occidentale. L'année précédant l'élection, le gouverneur démocrate sortant Bob Wise renonce à se présenter à la suite d'une affaire extraconjugale. La semaine suivant cette décision, un sondage donne Joe Manchin largement en tête des intentions de vote pour la primaire démocrate. Il reste à cette place durant toute la campagne, devançant notamment l'ancien sénateur d'État Lloyd Jackson et l'avocat Jim Lees. Il remporte la primaire avec 52,7 % des voix et une avance de plus de 25 points sur son plus proche adversaire. Alors que Joe Manchin est facilement élu gouverneur en novembre 2004, avec 63,5 % des suffrages, les républicains progressent significativement en Virginie-Occidentale. En particulier, George W. Bush remporte l'État avec plus de 13 points d'avance sur le démocrate John Kerry. Le New York Times note toutefois que Manchin est l'un des gouverneurs démocrates les plus conservateurs de Virginie-Occidentale depuis des décennies.
En janvier 2006, 13 mineurs se trouvent bloqués dans une mine du comté d'Upshur à la suite d'une explosion. Les secours n'interviennent que 40 heures plus tard et 12 mineurs perdent la vie. À la suite de la tragédie, sous l'impulsion de Joe Manchin, la législature de Virginie-Occidentale se réunit et adopte en une journée une loi sur la sécurité des mines. La loi oblige les sociétés minières à tracer les mineurs lorsqu'ils sont sous terre et à alerter immédiatement les autorités en cas d'accident. Elle impose également la mise en place de réserves portables d'air à plusieurs endroits dans les mines. Elle crée enfin le « système de réponse rapide aux accidents miniers et industriels » (en anglais : Mine and Industrial Accident Rapid Response System), un service permanent disponible 24 heures sur 24.

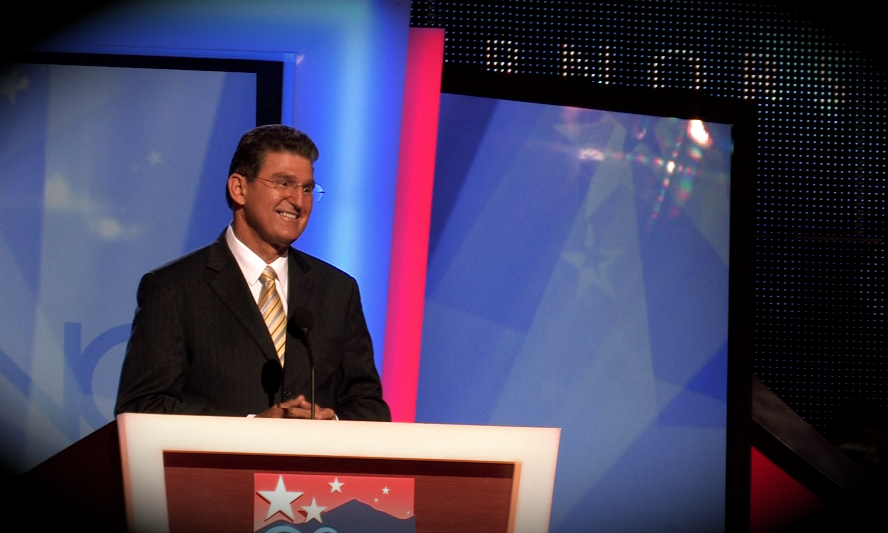
Joe Manchin à la Convention nationale démocrate de 2008.

Candidat à sa réélection en novembre 2008, il se présente comme « ami du charbon » et se met en scène dans des clips de campagne avec un fusil. il remporte un second mandat avec près de 70 % des voix, alors que John McCain remporte facilement son État à l'élection présidentielle. Joe Manchin est généralement considéré comme un bon gouverneur,. Il réduit notamment les impôts, bénéficiant d'importantes recettes liées à l'augmentation des prix du charbon et du gaz. À la fin de son mandat de gouverneur, il se félicite des actions menées durant son mandat sur la sécurisation des mines, la refonte de la rémunération des fonctionnaires, les infrastructures et les programmes en faveur des personnes âgées et des vétérans.
En 2010, il prend la présidence de l'association des gouverneurs américains, la National Governors Association (NGA).
À la suite du décès du sénateur Robert Byrd, Joe Manchin nomme en juillet 2010 Carte Goodwin, un ancien conseiller du gouverneur âgé de moins de 40 ans, pour remplacer le sénateur dans l'attente d'une élection partielle prévue le 2 novembre 2010. Carte Goodwin annonce dès sa nomination son intention de ne pas être candidat à l'élection. Pour de nombreux observateurs, Joe Manchin manifeste ainsi son intérêt pour le siège. Le 20 juillet 2010, alors que Carte Goodwin prête serment, Joe Manchin officialise sa candidature au Sénat des États-Unis.

### Sénateur des États-Unis (2010-2025)

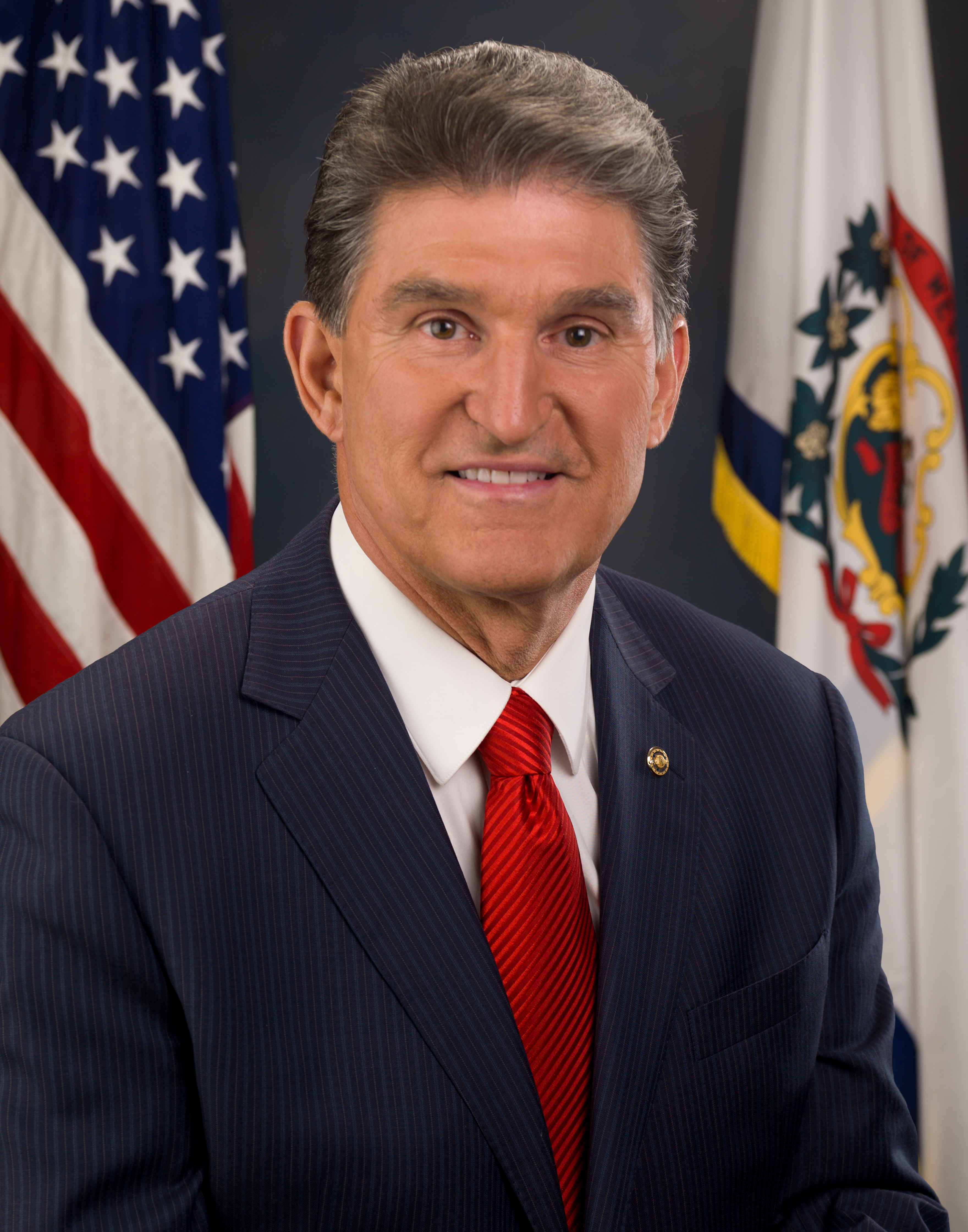
Portrait officiel de Joe Manchin au Sénat en 2010.

Joe Manchin est d'abord donné favori de l'élection sénatoriale de 2010, recevant le soutien de la Chambre de commerce des États-Unis, de la National Rifle Association (NRA), des sociétés minières comme des syndicats de mineurs. Dans un contexte national favorable au Parti républicain, il se retrouve dans une élection plus serrée que prévu face à l'homme d'affaires John Raese,. Le républicain reconnaît que Manchin est un bon gouverneur, mais il tente de transformer l'élection en référendum sur la politique de Barack Obama qu'il juge « socialiste ». De son côté, le gouverneur met en avant son indépendance. En chute dans les sondages, parfois distancé, Joe Manchin accuse Rease d'être un parachuté déconnecté des réalités des habitants de Virginie-Occidentale, étant un millionnaire opposé au salaire minimum, favorable au libre-échange et dont la femme et les enfants vivent en Floride,. En novembre 2010, il est finalement élu sénateur des Sénat des États-Unis avec une marge plus confortable qu'annoncée (53,5 % des voix contre 43,4 % pour John Raese).
Son mandat prend effet dès le 15 novembre, date à laquelle il démissionne de son poste de gouverneur ; le président du Sénat de Virginie-Occidentale Earl Ray Tomblin lui succède.
Joe Manchin est candidat à un mandat complet lors des élections sénatoriales de 2012. Il affronte à nouveau John Raese. Durant la campagne, il prend clairement ses distances avec Barack Obama, impopulaire en Virginie-Occidentale. Il ne participe pas à la Convention nationale démocrate et refuse de dire s'il compte voter pour le président démocrate, qu'il avait soutenu en 2008. Il est facilement réélu avec 60,5 % des suffrages contre 36,5 % pour Raese et 3 % pour un candidat écologiste. Le même jour, le républicain Mitt Romney remporte l'État avec une marge tout aussi confortable sur Barack Obama.
Après l'élection de Donald Trump, son nom est évoqué pour rejoindre le cabinet du président républicain (notamment comme secrétaire à l'Énergie) avec le soutien du chef républicain du Sénat Mitch McConnell, qui espère faire basculer son siège. Rick Perry est finalement désigné pour le poste et Joe Manchin fait part de son intention de rester au Sénat,.
Dès 2014, la presse lui prête l'intention de vouloir se présenter à nouveau au poste de gouverneur de Virginie-Occidentale. Il soutient finalement le démocrate Jim Justice en 2016. Toutefois, peu après son élection, Jim Justice rejoint le Parti républicain. Joe Manchin, qui se plaint régulièrement du Congrès et ses dysfonctionnements, envisage de l'affronter en 2020. Il annonce cependant ne pas être candidat à l'automne 2019, bien qu'il estime l'année auparavant que « [son] pire jour en tant que gouverneur était meilleur que [son] meilleur jour en tant que sénateur ».

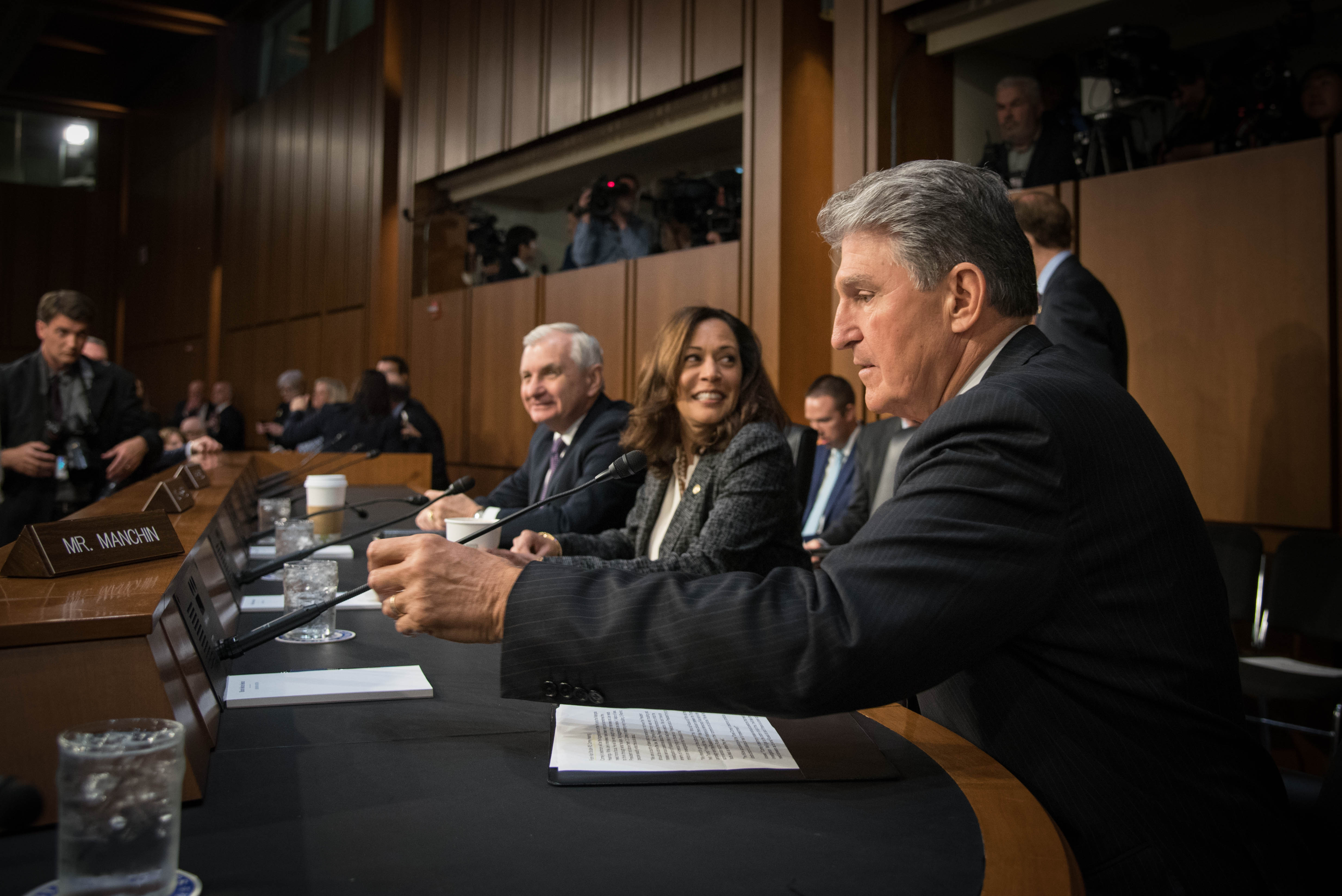
Joe Manchin, au côté de Kamala Harris, au Sénat en 2017.

À l'approche des élections de 2018, Joe Manchin est considéré comme l'un des sénateurs démocrates les plus électoralement vulnérables du pays, la Virginie-Occidentale ayant donné plus de 42 points d'avance à Donald Trump sur Hillary Clinton en 2016. Le sénateur avait soutenu Hillary Clinton lors de cette élection. Il remporte la primaire démocrate avec environ 70 % des voix face à Paula Jean Swearengin, qui l'attaquait sur sa gauche. Durant sa campagne face au procureur général d'État Patrick Morrisey, Joe Manchin met en avant sa capacité à dépasser les clivages et critique le républicain, qui serait selon lui un « béni-oui-oui » à la solde de son parti. Il attaque également Morrisey pour son soutien à un procès visant à déclarer inconstitutionnel l'Obamacare et pour une candidature passée dans le New Jersey, l'accusant implicitement de ne pas être originaire de Virginie-Occidentale,. Joe Manchin doit s'écarter de certaines positions majoritaires au sein de son parti, rappelant notamment son soutien au deuxième amendement de la Constitution, garantissant le droit au port d'arme. En juin 2018, il va jusqu'à déclarer être ouvert à un éventuel soutien à Donald Trump en vue de l'élection présidentielle de 2020. En novembre 2018, il est réélu sénateur avec 49,6 % contre 46,3 % pour Patrick Morrisey. La plupart des autres sénateurs démocrates issus d'États conservateurs sont défaits lors de ces élections (Joe Donnelly en Indiana, Heidi Heitkamp au Dakota du Nord et Claire McCaskill au Missouri).
Depuis son élection au Sénat, Joe Manchin est membre du Comité sur l'énergie et les ressources naturelles. Lors de l'ouverture de la 116e congrès, le 3 janvier 2019, il devient au nom du groupe démocrate la deuxième personnalité la plus importante du comité (en anglais : ranking member), sa présidence étant républicaine du fait de la majorité sénatoriale. Il prend la présidence de la commission sur l'énergie et les ressources naturelles après la victoire des démocrates à l'élection présidentielle et aux élections sénatoriales de 2020,. Il est alors le sénateur qui reçoit le plus de financements de campagne de la part des industries du pétrole et du gaz, d'après le site OpenSecret qui étudie les montants dépensés à Washington, D.C. par les lobbys.
En 2021, dans un Sénat comptant désormais autant de démocrates (et apparentés) que de républicains, la vice-présidente démocrate Kamala Harris dispose d'un vote décisif. Cependant, les démocrates ne peuvent pas se permettre de perdre une seule voix pour laisser la vice-présidente départager les deux camps ; Joe Manchin devient alors l'un des faiseurs de roi du Sénat, au côté de Kyrsten Sinema (Arizona). La presse le considère donc comme l'une des personnalités politiques les plus puissantes du pays, pouvant empêcher toute réforme du nouveau président Joe Biden,,.
Il entretient pendant plusieurs mois le flou sur sa candidature aux élections sénatoriales de 2024. Il est considéré comme le sénateur sortant le plus vulnérable au vu de la configuration très conservatrice de son État, remporté par Donald Trump avec 40 points d'avance en 2020, et du choix du GOP de le considérer comme une cible principale. Le 9 novembre 2023, il annonce qu'il ne sera pas candidat à sa réélection.
Manchin envisage une candidature à l'élection présidentielle de 2024 comme candidat d'un troisième parti (l'investiture démocrate étant quasi-assurée pour Joe Biden, le président sortant) mais annonce y renoncer en février 2024.
En mai 2024, il quitte le Parti démocrate et s'inscrit comme indépendant.

## Positions politiques
Représentant un État conservateur, Joe Manchin est considéré comme un élu centriste au sein de l'échiquier politique américain,. Il est l'un des élus démocrates les plus conservateurs du Sénat des États-Unis,. Durant la présidence de Donald Trump, il vote environ la moitié du temps en accord avec le président républicain.

### Avortement
Catholique pratiquant, Joe Manchin est opposé à l'avortement, se déclarant « pro-vie ». Il soutient en 2014 une loi interdisant d'avorter au-delà de 20 semaines de grossesse.
En 2018, il vote cependant contre un amendement à la Constitution de Virginie-Occidentale disposant que la constitution ne reconnaît aucun droit à l'avortement. Il explique son refus par l'absence d'exceptions en cas de viol, d'inceste ou de danger pour la vie de la mère.
En février 2022, dans un contexte où la Cour suprême des États-Unis semble vouloir remettre en cause sa jurisprudence sur le droit à l'avortement, il joint sa voix à celles des sénateurs républicains pour bloquer un projet de loi visant à codifier ce droit au niveau fédéral.  

### Droits LGBT
Lors de sa campagne de 2004, Joe Manchin revendique son opposition au mariage entre couples de même sexe, une position qu'il réitère en 2019. En 2022, il change finalement de position et fait partie des 61 sénateurs à voter en faveur du Respect for Marriage Act.
En 2010, il vote contre l'abrogation du Don't ask, don't tell, qui interdit aux membres de l'armée de parler de leur homosexualité ou bisexualité. Il estime que « si la loi devrait probablement être abrogée, ce n'est pas le moment ». Il critique en 2017 la décision de Donald Trump d'interdire les personnes transgenres dans l'armée.
En 2013, il annonce son soutien à une loi interdisant les discriminations envers les personnes LGBT dans le domaine de l'emploi. Six ans plus tard, il est le seul sénateur démocrate à s'opposer à l'Equality Act, visant à interdire de manière générale les discriminations envers les personnes LGBT. Il juge le texte trop imprécis sur le positionnement des écoles face aux élèves effectuant leur transition de genre,.

### Économie
Sous la présidence de Donald Trump, il s'oppose à la réforme républicaine des impôts, estimant qu'elle augmenterait le déficit public et bénéficierait aux grandes sociétés et aux plus riches.
Lors d'un entretien en 2021, il se déclare « fiscalement responsable et socialement compatissant ».
Sous la présidence de Joe Biden, il s'oppose à l'introduction d'une taxe sur les ultra-riches et à la hausse de l'impôt sur les sociétés. Il combat aussi un projet de revalorisation financière du congé maternité ou paternité et parvient à contraindre le gouvernement à abaisser le niveau des indemnités chômage.
Il contribue à empêcher l'adoption du plan Build Back Better sous sa forme originelle, qui prévoyait des plans d'investissements d'envergure, obligeant avec d'autres démocrates conservateurs Joe Biden à diminuer de moitié les fonds engagés dans celui-ci afin qu'il puisse être voté par le Sénat,. Le 19 décembre 2021 il annonce son refus de voter le plan de 1 750 milliards de dollars qui prévoyait sur dix ans diverses mesures relatives à la santé, aux impôts et aux réductions des émissions de gaz à effet de serre. Il avait obtenu de la Maison-Blanche de nombreuses concessions, telles que l'abandon de réformes sociales promises par Joe Biden pendant sa campagne comme un accès gratuit aux collèges qui dispensent une formation universitaire courte ou la prise en charge des soins dentaires et auditifs pour les retraités par le biais de leur assurance Medicare, mais estimait le plan encore trop couteux. L'absence de son vote, décisif, met en échec le projet.

### Environnement
Originaire d'une région minière, Joe Manchin est historiquement conservateur sur les questions d'environnement.
Durant son mandat de gouverneur, il s'oppose aux politiques environnementales de Barack Obama et poursuit en justice l'Agence fédérale de protection de l'environnement (EPA), notamment contre les régulations sur les mines à déplacement de sommet,. Il s'engage contre les restrictions d'émission de gaz à effet de serre, contre la création d'un marché des droits à polluer et contre l'instauration d'une taxe carbone,.
En 2017, il salue la décision de Donald Trump de se retirer de l'accord de Paris sur le climat. Trois ans plus tard, il questionne le retour dans l'accord décidé par Joe Biden. Il critique également le président démocrate sur son choix d'arrêter l'oléoduc Keystone. Il contribue en 2021 à empêcher l'adoption d'un programme de réductions des émissions de gaz à effet de serre.
De par sa présence au sein du Comité sur l'énergie et les ressources naturelles, il participe à l'adoption de l'une des principales lois fédérales en faveur de la protection des espaces naturels (John D. Dingell Jr. Conservation, Management, and Recreation Act) et pousse pour inclure un soutien aux énergies renouvelables dans le plan de relance lié à la Covid-19.
Il compte parmi les quelques élus démocrates à voter en 2023 l'adoption d'une loi limitant la prise en compte des enjeux environnementaux et sociaux dans les investissements des fonds de pension, que le Parti républicain dénonce comme une posture idéologique de gauche. Le texte est critiqué par Joe Biden et par les organisations environnementales.

### Positions judiciaires
Manchin a une position clivante par rapport à son camp au sujet des élus de la Cour suprême.
Joe Manchin est l'un des trois démocrates soutenant de la nomination de Neil Gorsuch à la Cour suprême des États-Unis en 2017, aux côtés de Joe Donnelly (Indiana) et Heidi Heitkamp (Dakota du Nord).

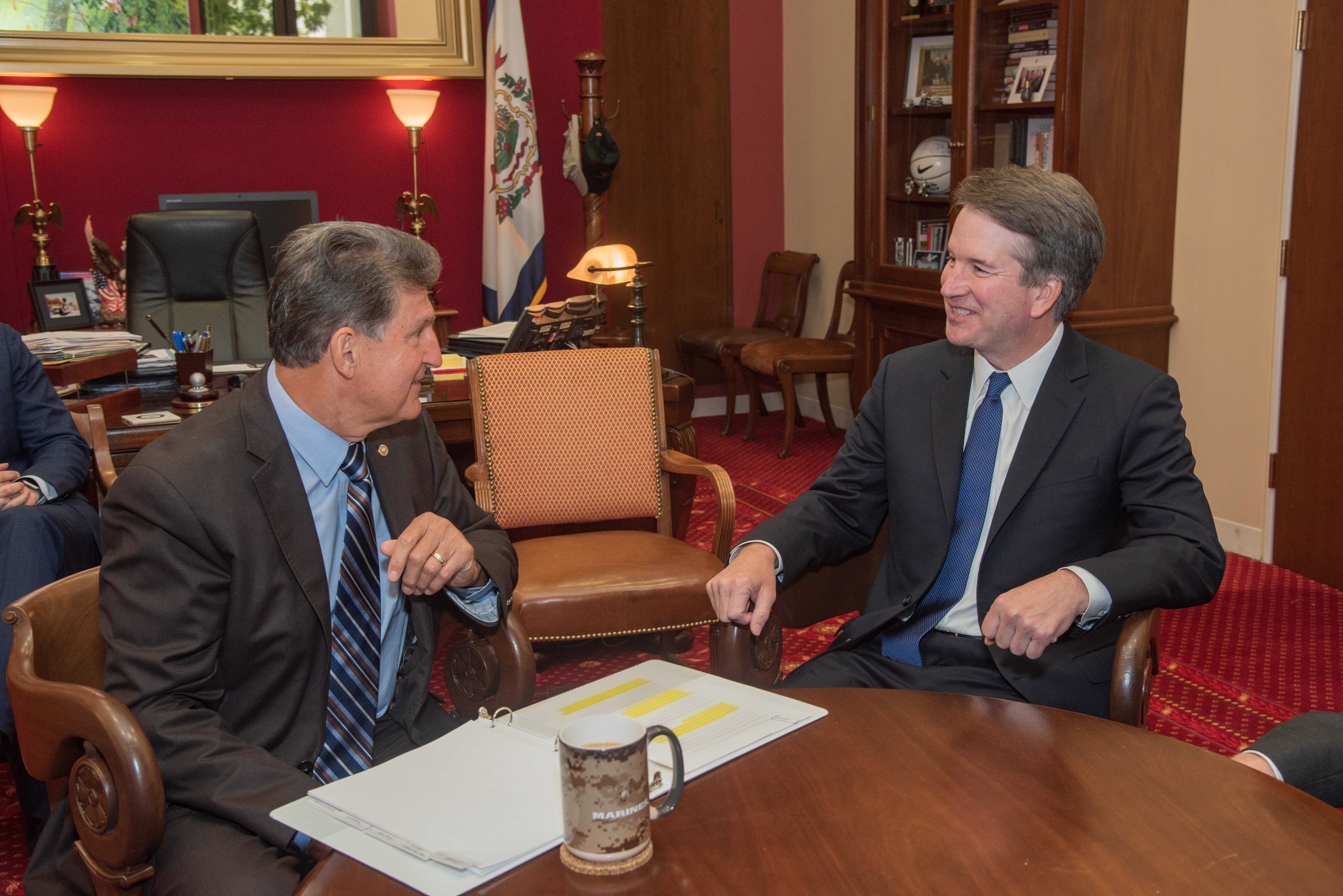
Joe Manchin et Brett Kavanaugh en 2018.

En octobre 2018, il soutient également la candidature de Brett Kavanaugh à la Cour suprême, étant le seul démocrate à aller en ce sens. À un mois des élections, certains commentateurs y voient un calcul électoral : il est le dernier sénateur à annoncer son vote, après le soutien de Susan Collins (Maine) qui garantit une majorité de voix en faveur de la confirmation de Brett Kavanaugh. Son vote lui permettrait de prouver sa bonne volonté aux électeurs conservateurs, sans s'aliéner les électeurs progressistes face à un adversaire encore plus conservateur que lui.
En 2020, il vote toutefois contre la nomination d'Amy Coney Barrett à la Cour suprême. S'il avait voté en faveur de sa confirmation à la cour d'appel des États-Unis pour le septième circuit trois ans plus tôt, Joe Manchin s'oppose à sa confirmation « précipitée » à quelques semaines de l'élection présidentielle de 2020.
En 2022, il vote pour confirmer Ketanji Brown Jackson.
En 2020, après qu'il plaide infructueusement la censure (soit la désapprobation publique du Sénat), il vote pour destituer Donald Trump lors du premier impeachment sur le scandale ukrainien,. Il vote de même lors de la seconde procédure de 2021.

### Port d'armes
Membre de la National Rifle Association (NRA), il s'engage dans la défense du deuxième amendement et du port d'armes. Après la tuerie de l'école primaire Sandy Hook, il se montre néanmoins plus ouvert à certaines restrictions et propose avec le républicain Pat Toomey (Pennsylvanie) une vérification obligatoire d'antécédents avant l'achat d'armes,.

### Santé
Il vote contre l'abrogation du Patient Protection and Affordable Care Act (Obamacare).